# Sint-Johannes-van-Caselleskerk

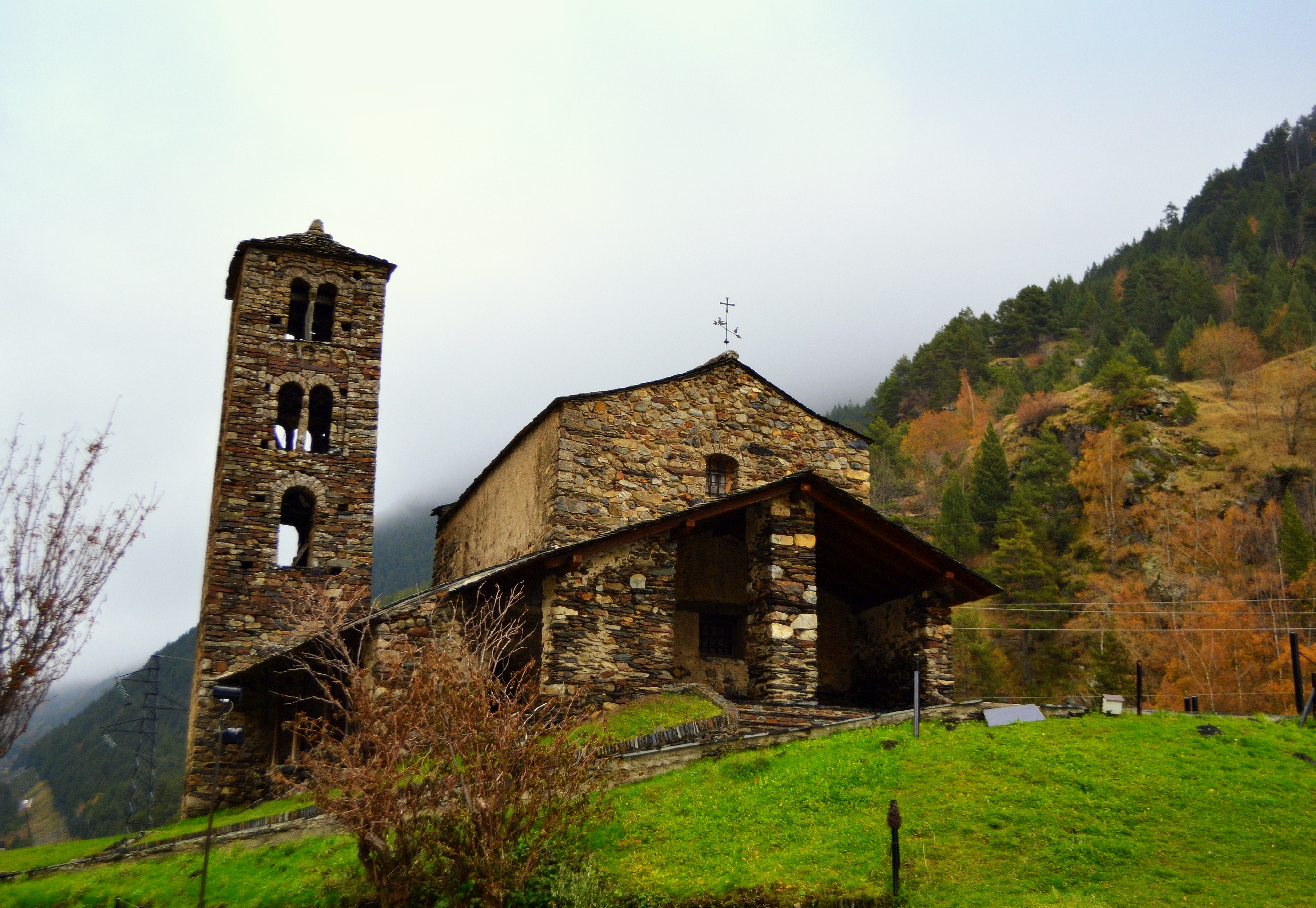
Església de Sant Joan de Caselles

De Sint-Johannes-van-Caselleskerk (Catalaans: Església de Sant Joan de Caselles) is een kerkgebouw in Canillo in Andorra. Het gebouw stamt uit de elfde of twaalfde eeuw en is een beschermd monument in Andorra.

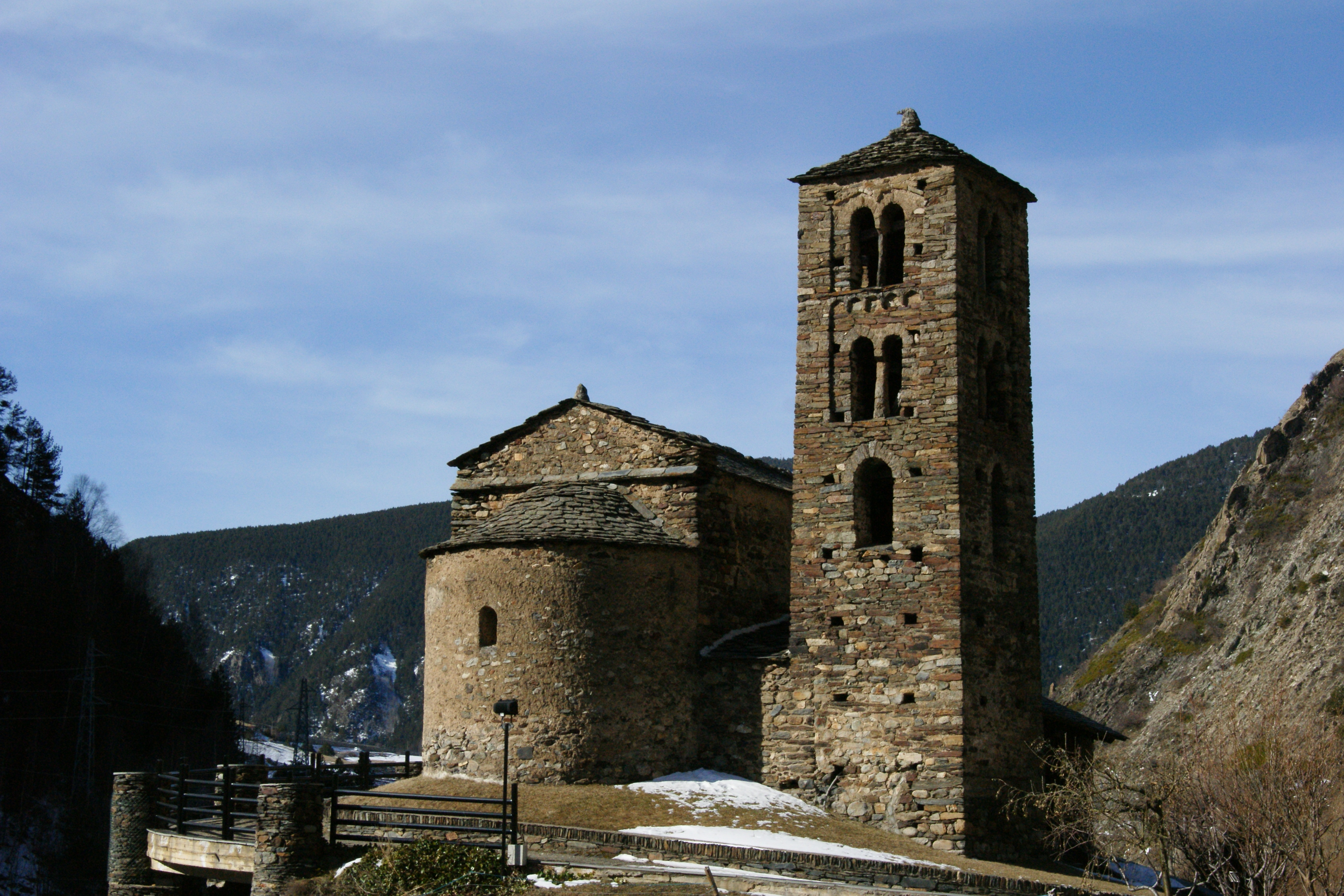